# Heinrich König (Unternehmer)
August Julius Heinrich (Harry) König (* 31. Oktober 1889 in Leipzig; † 1. Oktober 1966 in Mannheim) war ein deutscher Unternehmer, Wissenschaftler, Autor sowie Berater für Industrial Design. König gehörte zu den Förderern des Bauhauses in Weimar und Dessau. 1928 war er in Dresden Mitgründer des Kunstdienstes der evangelischen Kirche. Nach 1945 war er an der Neugründung des Deutschen Werkbundes, 1950 an der Gründung der ersten deutschen „Wohnberatung“ in Mannheim sowie um 1951 an der Gründung des Rates für Formgebung beteiligt. Er war Fellow der Royal Society of Arts.

## Leben und Wirken
Heinrich König wurde am 31. Oktober 1889 als Sohn von Carl Albert Heinrich König (1857–1901) und dessen Ehefrau Clara Marx (1866–1890) in Leipzig geboren. An der Universität Göttingen, der Universität Dresden und der Universität Kiel studierte er Chemie und Staatswissenschaften. Nach einer längeren Studienreise 1913/14 durch Südostasien unterbrach er während des Ersten Weltkriegs seine Studien, um die Leitung der väterlichen Chemiefabrik zu übernehmen. 1917/18 war er für kurze Zeit in der Außenstelle des Auswärtigen Amtes in Brüssel tätig. 1920 wurde er in Kiel mit einer rechts- und staatswissenschaftlichen Arbeit über „Belgische Kapitalanlagen in Italien“ promoviert. Von 1920 bis 1925 führte er die Geschäfte der Chemischen Fabrik Dessau GmbH. 1921 heiratete er Maria Elisabeth Schniewind (1895–1927). Die Tochter Elisabeth König, verheiratete Dietz (1923–2019), wurde in Dessau geboren. Ihre Kinder Micaela Grohé, Matthias Dietz und Simone Dietz sind Enkel von Heinrich König.

## Förderer des Bauhauses
Ab 1919 machte sich König durch viele Reisen nach Weimar mit den Ideen des Bauhauses vertraut. Seine Frau Maria Elisabeth Schniedwind aus Elberfeld war ebenfalls mit dem Bauhaus bekannt. Heinrich König besuchte 1923 mehrfach die Bauhauswoche in Weimar und befreundete sich mit Walter Gropius und Lyonel Feininger. Zusammen mit dem anhaltischen Landeskonservator Ludwig Grote setzte sich König in Dessau für die Übernahme des Bauhauses durch die Stadtverwaltung unter Leitung von Bürgermeister Fritz Hesse ein. Bis zur Fertigstellung der Meisterhäuser in Dessau lebten Walter und Ise Gropius in seinem Haus.
In Dresden übernahm Heinrich König 1927 die Generalvertretung der Bauhaus GmbH, später auch die Vertretung der von Otto Bartning geleiteten Staatlichen Bauhochschule Weimar. Er war Berater des Freistaats Sachsen für Kunsthandwerk. Über seine Firma, den der Galerie Neue Kunst Fides angegliederten „Architekturbedarf“, vertrieb er deren Textilien und Produkte. Zum Teil, etwa bei der Bauhaus-Leuchte von Wilhelm Wagenfeld, organisierte er auch deren Produktion. Dies plante er auch für die Stahlrohrmöbel von Marcel Breuer. Doch stattdessen gründete Breuer mit Kalman Lengyel die Firma Standardmöbel, ohne Rücksprache mit Gropius. Dies führte im April 1927 zur „Breuer-Krise“. 1928 war König in Dresden Mitgründer des Kunstdienstes der evangelischen Kirche. In der Gründungsphase gehörte er dem Freundeskreis, beziehungsweise dem Arbeitsausschuss des Kunst-Dienst an. Nach 1933 beschränkte er sich „auf die Vertretung von bautechnischen Spezialerzeugnissen“. Nach NS-Terminologie galt er als Halbjude, war zudem in Folge einer Polio-Erkrankung leicht behindert und führte während der NS-Zeit ein Leben in größtmöglicher Unauffälligkeit.

## Tätigkeit für Werkbund und Rat für Formgebung
Bereits im August 1945 gründete er in Dresden zusammen mit Will Grohmann und Stephan Hirzel den Deutschen Werkbund wieder neu. Bis zur Zwangsauflösung durch die Sowjetische Militäradministration in Deutschland war er dessen Geschäftsführer. König verfasste zugleich eine programmatische Schrift „Über Aufgaben des Deutschen Werkbundes“. Das gemeinsame Projekt einer Neugründung der Staatlichen Hochschule für Werkkunst unter Grohmanns Leitung scheiterte. 1947 berief Otto Bartning Heinrich König nach Heidelberg zur Leitung einer neuen Abteilung „Wohnbedarf“ des Evangelischen Hilfswerks, die in Zusammenarbeit mit modern orientierten Architekten zweckmäßiges Hausgerät für Flüchtlinge und Siedler entwickeln sollte. Nach der Währungsreform kam das Projekt zum Erliegen. In Mannheim beteiligt er sich an Projekten zur Neugründung einer Hochschule für Gestaltung, nach Vorbild des Bauhauses. 1947 bis 1964 war Heinrich König ehrenamtlicher Geschäftsführer des Deutschen Werkbundes, zunächst in Württemberg-Baden, später in Baden-Württemberg. 1949 organisierte er in Köln die erste Werkbundausstellung nach dem Kriege mit dem Titel „Neues Wohnen“. Nach schwedischem Vorbild entstand 1950 in einem städtischen Wohnblock in Mannheim die „Die Gute Form, eine ständige Ausstellung des Deutschen Werkbundes und der Städtischen Kunsthalle Mannheim“. Geleitet von der Architektin Klara Seiff, wurden dort „vorzugsweise preiswerte Dinge“ gezeigt, die so König, „für weite Kreise der sich Einrichtenden erschwinglich sind.“ Durch seine Kontakte zum britischen Council of Industrial Design in London war König am Zustandekommen des Bundestagsbeschlusses von 1951 beteiligt, der 1953 zur Gründung des Rates für Formgebung führte und dem er als Mitglied von Beginn an angehörte. 1954 unternahm er u. a. mit Jupp Ernst, Gunther Fuchs, Karl Otto und Emil Rasch eine Studienreise in die USA, um die dortige Ausbildung von Industriedesignern kennen zu lernen. 1956 wurde er in „Who’s who in Germany“ als „consultant for industrial design“ bezeichnet. 1958 unternahm er eine Definition des Begriffs „Industrial Design“. Den Terminus „industrial“ übertrug er als „gewerblich“, um neben Industrie und Manufaktur, also der Serienproduktion auch handwerkliche Kleinserien oder Unikate zu erfassen. Mit dieser Auffassung war er seiner Zeit weit voraus. Damals galt die alleinige Orientierung des Designs auf die Industrie als zeitgemäß. Heute, im Zeichen postindustrieller Produktionsverfahren mit individuellen Losgrößen, Möglichkeiten des 3D-Drucks bis zur partizipativen Gestaltung, ist Königs offene Bestimmung höchst aktuell. Zum Themenfeld „Neues Wohnen und moderne Industrieform“ veröffentlichte er zahlreiche Beiträge in Tageszeitungen und Fachzeitschriften des In- und Auslandes. Sie sind heute als historische Dokumente lesenswert, die Entwürfe der gestalterischen Moderne einem großen Publikum nahebrachten. Seine Themenfelder umfassten dabei Architektur-, Kongress- und Ausstellungsberichte, in die jeweils persönliche Erfahrungen einflossen. Heute hauptsächlich Fachleuten bekannt, gehörte er zu den prägenden Figuren des Deutschen Werkbunds in der Nachkriegszeit. Zahlreiche aktuelle Forschungsarbeiten nehmen auf sein Leben und Werk Bezug.

## Schriften von Heinrich König (Auswahl)
- Wilhelm Wagenfeld – vom Bauhaus in die Industrie. In: Johann Klöcker (Hrsg.): Zeitgemäße Form. Industrial design international. München 1967, S. 169f.
- Das Bauhaus gestern und heute. In: bauhaus,  Idee – Form – Zweck – Zeit, Dokumente und Äußerungen. göppinger galerie, Frankfurt am Main 1964, S. 70–74; wieder abgedruckt in: Eckhard Neumann (Hrsg.): Bauhaus und Bauhäusler – Erinnerungen und Bekenntnisse. Köln 1985, S. 180–185; wieder abgedruckt in: Magdalena Droste, Boris Friedewald (Hrsg.): Unser Bauhaus – Bauhäuser und Freunde erinnern sich. München 2019, S. 177–180.
- Bauhausideen fortwirkend fruchtbar. In: Süddeutsche Zeitung. 12. November 1964, S. 25.
- Industrielle Formgebung. In: Handwörterbuch der Betriebswirtschaft. 3., völlig neu bearb. Auflage. Band II, Stuttgart 1958, Spalten 1987–1993.
- Die Entwicklung der Formgebung in Deutschland. In: Zentralstelle zur Förderung der deutschen Wertarbeit e.V. (Hrsg.): gestaltete industrieform in deutschland. Eine Auswahl formschöner Erzeugnisse auf der Deutschen Industrie-Messe Hannover 1954. Düsseldorf 1954.
- Industrielle Formentwicklung in Deutschland. In: Dt. Kunstrat (Hrsg.): Die Situation der Bildenden Kunst in Deutschland. Stuttgart/Köln 1954, S. 100–122.
- Industrial Design in USA. Erfahrungen einer Studienreise. In: Graphik. Heft 8, 1955, S. 314–318.
- Möbel – Die erste deutsche Wohnberatungsstelle in Mannheim. In: Werk. Jg. 40, Heft 11, 1953, S. 206–208.
- Deutsche Gebrauchsformen. In: Das Werk. Jg. 39, Heft 8, 1952, S. 262–264.

## Zitate
„Er galt als einer der wenigen Fachkenner, der das Design nicht isoliert, sondern in seinen Zusammenhängen sah und sich unbefangen und kritisch gemäß seiner Auffassung engagierte.“

„Heinrich König war Realist von seltener Dimension. Er war in profunder, bekennerischer, gesellschaftskritischer, wirtschaftskritischer, geistig und seelisch unabhängiger Weise christlicher Realist sehr alter, sehr neuer, derzeit nicht gängiger Prägung.“